# أنطونيو نيل
أنطونيو نيل (بالإنجليزية: Antonio Neal)‏ هو كاتب أغاني أمريكي، ولد في 7 يونيو 1973 في ألتون في الولايات المتحدة.

## وصلات خارجية
- الموقع الرسمي